# SV Post Schwerin
Le  Sportverein Post Schwerin  est un club de handball allemand, situé à Schwerin, qui évolue en deuxième division.

## Historique
Le SV Post Schwerin est fondé tardivement, en 1966, après la dissolution de deux équipes locales (BSG Lokomotiv Schwerin et TSG Lankow) sous le nom de BSG Post Schwerin sous l’égide des postes et télécommunications est-allemandes, l’une des seize associations organisant la pratique sportive dans le régime communiste. L’équipe est versée en deuxième division nationale. Elle accède à la première division dès 1970 et s’y maintient jusqu’en 1990, généralement dans la deuxième moitié de tableau de dix équipes (ses meilleures performances seront deux quatrièmes places en 1974 et 1977). Le club change de nom en 1991 et devient une société sportive classique. Versé en Bundesliga après la réunification allemande, le club termine avant-dernier et descend aussitôt comme la plupart des autres équipes issues de la RDA. L’équipe évolue ensuite en deuxième division mais parvient à se hisser à nouveau en 1. Bundesliga à deux reprises (2001 et 2004) sans parvenir toutefois à se maintenir au-delà d’une seule saison.

## Palmarès
- Vainqueur Deuxième division, Poule Nord : 2001

## Joueurs célèbres
- Frank Løke